# Thymus munbyanus
Thymus munbyanus — вид рослин родини глухокропивові (Lamiaceae), поширений у Марокко й Алжирі.

## Поширення
Поширений у Марокко й Алжирі.